# ماریسا مدینا
ماریسا مِـدینا (اسپانیایی: Marisa Medina‎؛ ‏ ۲ دسامبر ۱۹۴۲ – ۱۱ آوریل ۲۰۱۲) بازیگر، مجری تلویزیون، شاعر، نویسنده و خواننده اهل اسپانیا بود.
از فیلم‌هایی که وی در آن‌ها نقش داشته‌است، می‌توان به تورنته ۳: محافظ شخصی اشاره نمود.